# Erebus philippiensis
Erebus philippiensis là một loài bướm đêm trong họ Erebidae.